# Mossgölen (Simonstorps socken, Östergötland)
Mossgölen är en sjö i Norrköpings kommun i Östergötland och ingår i Kilaån-Motala ströms kustområde.